# Puente Libertador (Táriba)
Die Puente Libertador ist eine Straßenbrücke in der Stadt Táriba im Bundesstaat Táchira in Venezuela. Sie führt den Paseo de los Artistas über den Río Torbes, der hier die Grenze zwischen Táriba und dem benachbarten San Cristóbal bildet.
Sie ist nach Simón Bolívar benannt, dem Helden der Südamerikanischen Unabhängigkeitskriege, dem der Beinamen „El Libertador“ (der Befreier) gegeben wurde. Sie wurde am 17. Dezember 1930, seinem hundertsten Todestag, eingeweiht und gilt als die schönste und eleganteste Hängebrücke des Landes.
Der 1928 begonnene Bau wird, wie so viele ältere Eisen- und Stahlkonstruktionen im spanischen Sprachraum, der Firma Eiffel zugeschrieben, tatsächlich wurde sie aber von einem französischen Konkurrenten, dem Unternehmen G. Leinekugel le Cocq et Fils in Larche im Département Corrèze hergestellt, in Einzelteilen nach Venezuela verschifft und dann mühsam zur Baustelle transportiert.
Die 185 m lange und 8 m breite Brücke ist eine Stahlkonstruktion, lediglich die Pfeiler unter dem Fahrbahnträger sind aus Beton. Sie hat eine Spannweite von 112,8 m und zwei Seitenfelder von 29,95 m. Die Pylone sind untereinander durch Gitterträger und große Andreaskreuze versteift. Diese Muster wiederholen sich auch innerhalb der aus Stahlprofilen bestehenden Pylone, die auf beiden Seiten in zwei Lagen jeweils drei Tragseile stützen. Der Fahrbahnträger besteht aus einem Trägerrost, das auf beiden Seiten mit nur einer Reihe von Hängern und speziellen Bügeln an den sechs Tragseilen befestigt ist.
1953 stürzte die unzureichend gewartete Brücke ein.
1978 wurde die Puente Libertador als Monumento Histórico Nacional unter Denkmalschutz gestellt.